# 齋木泰彦
齋木 泰彦（さいき やすひこ、1970年〈昭和45年〉12月 - ）は、日本の内科医、温泉専門医、地域医療活動家。山口県長門市の医療法人生山会斎木病院院長、同法人理事長。専門は消化器内科。長門市仙崎を拠点に、救急医療の維持や地域振興活動に携わっている。

## 略歴・家族
山口県長門市仙崎出身。仙崎小学校、仙崎中学校、山口県立大津高等学校（現・大津緑洋高等学校）を経て、平成10年（1998年）に帝京大学医学部を卒業。北九州市の小倉記念病院に勤務後、2007年に長門市へ戻り、斎木病院の内科部長、のちに院長に就任。
長門市仙崎で明治時代から続く医家。父方の祖父は医師で元山口県長門市長の齋木正熊、母方の祖父は画家の香月泰男である。

## 医療活動
院長就任後は、一般内科に加えて、救急医療で幅広い領域を担い、夜間・休日も診療を行う体制を整備した。外傷初期診療の研修（JATEC）、厚生労働省主催の救急指導医研修も受けており、三次救急不在の地域で、二次救急指定病院の一翼として、さまざまな疾患に対して初期診療・初期対応を行っている。また、温泉専門医の資格を活かしたリハビリや啓蒙活動、高齢化に対応した医療体制の構築にも地域と一体となって取り組んでいる。

## 地域活動
2016年12月15日、安倍晋三元首相とウラジーミル・プーチン露大統領が長門市を訪問した際、仙崎駅に掲げられた「友情の大漁旗」のプロデュースに関わった。
2017年8月1日から、産経新聞で地域での活動が「夢を追う」４回シリーズにて特集される。
2018年3月21日には「仙崎のまち、イタリア化計画」と題した地域イベントを地元有志と開催。仙崎駅や仙崎公民館を拠点とした催しで、JR西日本の協力により仮装音楽隊が乗車する貸切列車も運行された。この様子はKRY山口放送で放送された。
2023年には、一度中止された地元の花火大会の復活に尽力し、「やめる理由より、できる方法を考えよう」と有志に呼びかけ、同年7月26日に仙崎祇園花火として再会を実現した。大会の模様はNHK『おはよう日本』で特集された。

## 人物
"The country life gives new discoveries."（田舎での暮らしは、新たな発見を与えてくれる。）
令和7年（2025年）、山口大学医学部　第一内科（消化器病態内科）の同門会「同泉会」が創設した第1回同泉会賞を受賞。